# Alessandro Porro (politico)
Alessandro Porro (Milano, 28 aprile 1814 – Milano, 7 agosto 1879) è stato un politico italiano.

## Biografia
Figlio di Gian Pietro Porro, podestà di Como. e Barbara Verri, e fratello di  Francesco  e Carlo.
Sposò Angela Piola Daverio sorella di Giuseppe Piola Daverio dalla quale poi divorziò per poi risposare con seconde nozze Teresa Calderari.
Ebbe tre figli maschi; dal primo matrimonio ebbe il figlio Carlo Porro, generale e poi senatore del Regno d'Italia. Altri figli furono: Luigi e Cesare
Fu conte di Santa Maria della Bicocca. Fu nominato senatore del Regno di Sardegna con decreto del 29 febbraio 1860 e relatore Vitaliano Borromeo.

## Cariche istituzionali
- Presidente della Commissione sulla legge elettorale per la convocazione dell'Assemblea nazionale (Milano) (1848)
- Governatore di Genova (1859)
- Consigliere comunale di Milano
- Consigliere provinciale di Milano
- Membro della Commissione centrale di beneficenza della Cassa di risparmio delle province lombarde (1857-1859)
- Presidente della Commissione centrale di beneficenza della Cassa di risparmio delle province lombarde (1860-1879)
- Presidente della Commissione provinciale di appello di Milano per l'applicazione della legge di imposta sulla ricchezza mobile
- Consigliere di amministrazione delle Strade ferrate dell'Alta Italia.
- Presidente della Cassa di risparmio di Milano, poi lombarda.